# Frutta e verdura
Frutta e verdura је студијски албум италијанске певачице Мине, објављен 1973. године за издавачке куће PDU. Албум је првобитно објављен заједно са другим албумом певачице, Amanti di valore, као двоструки албум. Обоје су ушли на италијанску листу албума и тамо заузели прво место; одвојено Frutta e verdura заузео друго место.

## Списак пјесама
| №  | Назив                   | Трајање |  |
| 1. | Fa’ qualcosa            | 3:58    |  |
| 2. | Non tornare più         | 4:42    |  |
| 3. | Devo tornare a casa mia | 3:50    |  |
| 4. | Domenica sera           | 3:20    |  |
| 5. | La vigilia di Natale    | 3:38    |  |

| №  | Назив                                | Трајање |  |
| 1. | Questo si, questo no                 | 4:20    |  |
| 2. | E poi...                             | 4:47    |  |
| 3. | Dichiarazione d’amore                | 3:00    |  |
| 4. | La pioggia di marzo (Aguas de março) | 3:40    |  |
| 5. | Tentiamo ancora                      | 3:35    |  |

## Остале верзије
- Non tornare più:
  - Les oiseaux reviennent (на француском)

- Devo tornare a casa mia:
  - Debo volver ya con los mios (на шпанском)

- Domenica sera:
  - Domingo a la noche (на шпанском)
  - Die Liebe am Sonntag (на немачком)
  - Don't Ask Me to Love You (на енглеском)

- Questo sì, questo no:
  - Esto sì, esto no (на шпанском)

- E poi...:
  - Y que? (на шпанском)
  - Und dann... (на немачком)
  - Runaway (на енглеском)
  - Et puis ça sert à quoi (на француском)

## Позиције на листама
| Листа (1974)              | Највиша позиција |
| ------------------------- | ---------------- |
| Италија (Musica e dischi) | 1                |

| Листа (1974)              | Највиша позиција |
| ------------------------- | ---------------- |
| Италија (Musica e dischi) | 2                |